# San José de Barrón
San José de Barrón är en ort i Mexiko.   Den ligger i kommunen León och delstaten Guanajuato, i den centrala delen av landet, 300 km nordväst om huvudstaden Mexico City. San José de Barrón ligger 1 798 meter över havet och antalet invånare är 160.
Terrängen runt San José de Barrón är en högslätt. Runt San José de Barrón är det tätbefolkat, med 257 invånare per kvadratkilometer. Närmaste större samhälle är León de los Aldama, 11,3 km norr om San José de Barrón. Trakten runt San José de Barrón består till största delen av jordbruksmark.